# Società Sportiva Cassino 2007-2008
Questa voce raccoglie le informazioni riguardanti  la Società Sportiva Cassino nelle competizioni ufficiali della stagione 2007-2008.

## Rosa
| N. |                      | Ruolo | Calciatore          |
| -- | -------------------- | ----- | ------------------- |
| -  | Italia (bandiera)    | A     | Emanuele Alessandrì |
| -  | Italia (bandiera)    | C     | Mario Ausoni        |
| -  | Italia (bandiera)    | C     | Giovanni Barchiesi  |
| -  | Argentina (bandiera) | A     | Leonardo Bardeggia  |
| -  | Italia (bandiera)    | C     | Imperio Carcione    |
| -  | Italia (bandiera)    | A     | Valerio Cicozzi     |
| -  | Italia (bandiera)    | C     | Luca Cichella       |
| -  | Italia (bandiera)    | A     | Nicolino Crisci     |
| -  | Italia (bandiera)    | A     | Evangelista Cunzi   |
| -  | Italia (bandiera)    | A     | Marco Di Maio       |
| -  | Italia (bandiera)    | D     | Francesco Di Nunzio |
| -  | Italia (bandiera)    | A     | Gennaro Esposito    |
| -  | Italia (bandiera)    | C     | Stefano Gallone     |
| -  | Italia (bandiera)    | D     | Leonardo Gargiulo   |
| -  | Italia (bandiera)    | C     | Alessandro Grando   |

| N. |                      | Ruolo | Calciatore              |
| -- | -------------------- | ----- | ----------------------- |
| -  | Italia (bandiera)    | C     | Giacomo Iozzi           |
| -  | Italia (bandiera)    | D     | Vincenzo La Manna       |
| -  | Argentina (bandiera) | A     | Luciano Gabriel Leccese |
| -  | Italia (bandiera)    | C     | Giovanni Lo Russo       |
| -  | Italia (bandiera)    | D     | Diego Marzochella       |
| -  | Argentina (bandiera) | A     | Gerardo Masini          |
| -  | Italia (bandiera)    | C     | Cristian Mauro          |
| -  | Italia (bandiera)    | D     | Tobia Melis             |
| -  | Italia (bandiera)    | P     | Luigi Mennella          |
| -  | Italia (bandiera)    | C     | Alberto Molinaro        |
| -  | Argentina (bandiera) | C     | Cesar Emmanuel Morete   |
| -  | Italia (bandiera)    | D     | Mauro Mucciarelli       |
| -  | Italia (bandiera)    | D     | Felice Orsinetti        |
| -  | Italia (bandiera)    | D     | Alessandro Padovani     |
| -  | Italia (bandiera)    | P     | Stefano Sambucini       |